# Vacuna contra la rubéola
 La vacuna contra la rubéola es una vacuna que se usa para prevenir la rubéola.  La efectividad comienza aproximadamente dos semanas después de una dosis única y alrededor del 95 % de las personas se vuelven inmunes.  Los países con altas tasas de inmunización ya no ven casos de rubéola o síndrome de rubéola congénita.  Cuando hay un bajo nivel de inmunización infantil en una población, es posible que las tasas de rubéola congénita aumenten a medida que más mujeres llegan a la edad fértil sin la vacunación o la exposición a la enfermedad.  Por lo tanto, es importante que más del 80 % de las personas se vacunen. 
La Organización Mundial de la Salud (OMS) recomendó que la vacuna contra la rubéola se incluyera en los programas de vacunación.  Si no todas las personas están inmunizadas, al menos las mujeres en edad fértil deben ser inmunizadas.  No debe administrarse a las mujeres embarazadas o con una función inmunológica muy deficiente.  Mientras que una dosis es a menudo todo lo que se requiere para una protección de por vida, a menudo se administran dos dosis. 
Los efectos secundarios son generalmente leves.  Pueden incluir fiebre, erupción cutánea, dolor y enrojecimiento en el lugar de la inyección.  El dolor articular se puede reportar entre una y tres semanas después de la vacunación en mujeres. Las alergias severas son raras.  La vacuna contra la rubéola es una vacuna viva atenuada.  Está disponible ya sea sola o en combinación con otras vacunas.  Las combinaciones incluyen con la del sarampión (vacuna MR), la vacuna contra el sarampión y las paperas (vacuna MMR) y la vacuna contra el sarampión, las paperas y la varicela (vacuna MMRV). 
Una vacuna contra la rubéola se autorizó por primera vez en 1969.  Está en la Lista de medicamentos esenciales de la Organización Mundial de la Salud, los medicamentos más efectivos y seguros que se necesitan en un sistema de salud.  A partir de 2009, más de 130 países lo incluyeron en sus vacunas de rutina.  El costo al por mayor de la vacuna MMR en el mundo en desarrollo es de US$0,24 por dosis para el año 2014.  En los Estados Unidos cuesta entre US$50 y 100.

## Usos médicos
La vacuna contra la rubéola está en la Lista de medicamentos esenciales de la Organización Mundial de la Salud, una lista de los medicamentos más importantes que se necesitan en un sistema de salud.

### Programa
Hay dos formas principales de administrar la vacuna contra la rubéola.  El primero son los esfuerzos iniciales para inmunizar a todas las personas menores de cuarenta años, y luego se proporciona una primera dosis de vacuna a la personas entre los 9 y los 12 meses de edad. De otra forma, las mujeres en edad fértil pueden ser las vacunadas. 
Si bien solo se necesita una dosis, a menudo se administran dos dosis, ya que generalmente se mezcla con la vacuna contra el sarampión.  

### Embarazo
En teoría, no debe administrarse durante el embarazo.  Sin embargo, más de mil mujeres recibieron la vacuna sin darse cuenta de que estaban embarazadas y no se produjeron resultados negativos.  No es necesario realizar pruebas de embarazo antes de administrar la vacuna. 
Si se encuentra un título bajo durante el embarazo, la vacuna debe administrarse después del parto.  También es recomendable evitar el embarazo durante las 4 semanas posteriores a la administración de la vacuna.

## Historia

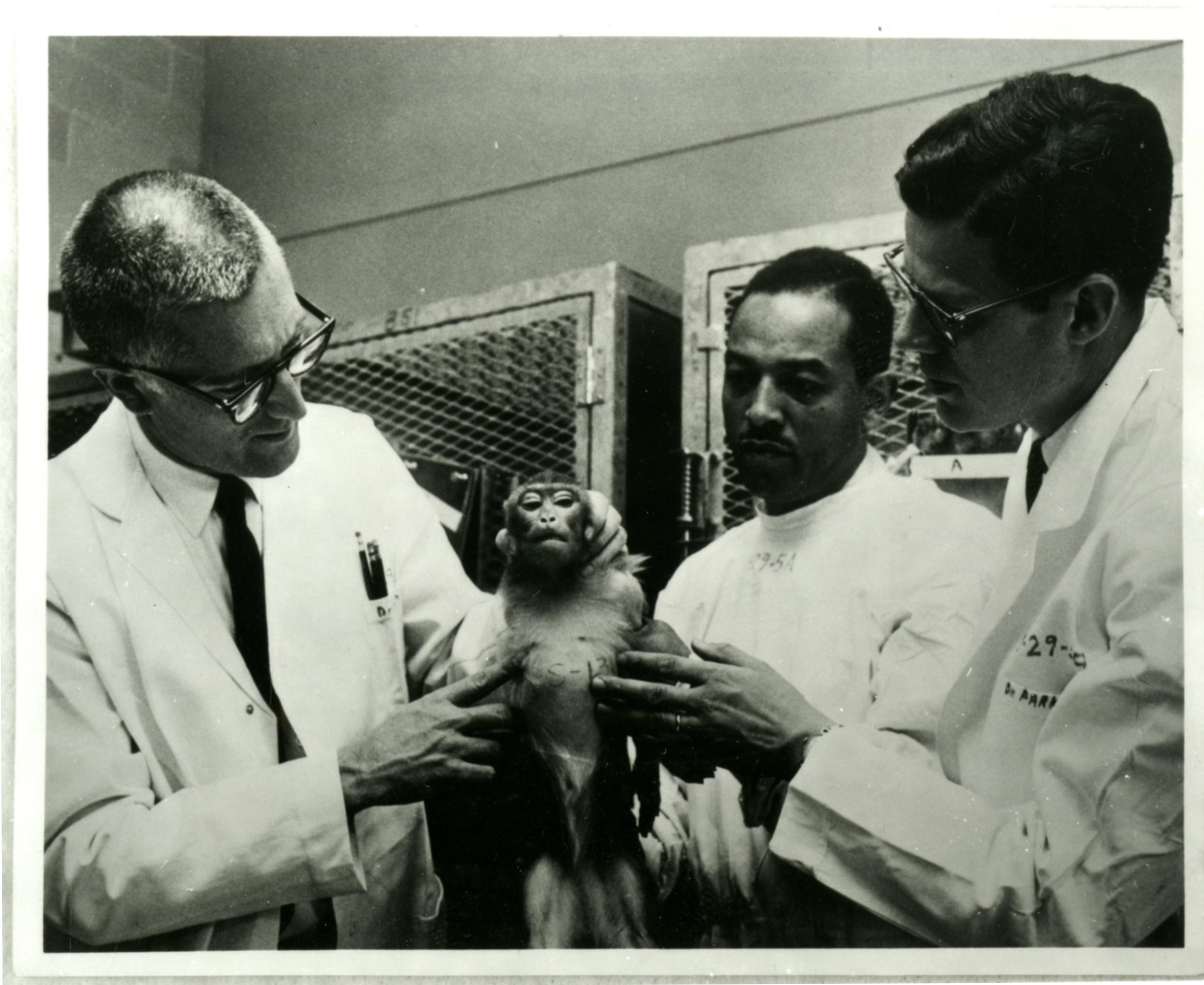
Mono de laboratorio inspeccionado por los Dres. Harry M. Meyer, Jr. (izquierda) y Paul D. Parkman (derecha), asistidos por Rudyard Wallace, técnico (centro).

Un equipo de investigadores de la División de Biología de los Institutos Nacionales de la Salud elaboró la vacuna contra la rubéola.  Dirigidos por Harry M. Meyer y Paul J. Parkman, el equipo incluyó a Hope Hopps, Ruth L. Kirschstein, y a Rudyard Wallace, entre otros, el equipo comenzó un trabajo serio sobre la vacuna con la llegada de una importante epidemia de rubéola en los Estados Unidos en 1964.  Antes de llegar al NIH, Parkman había estado trabajando para aislar el virus de la rubéola para el Ejército.  Se incorporó al laboratorio de Harry Meyer.
La primera vacuna contra la rubéola se preparó pasando el virus a través de las células de un riñón de mono verde africano 77 veces.
Parkman, Meyer y el equipo del NIH probaron la vacuna en Children's Colony en Conway, Arkansas, en 1965, mientras que la epidemia de rubéola seguía en todo Estados Unidos.  Este hogar brindaba atención a niños con discapacidades cognitivas y niños enfermos.  La capacidad de aislar a los niños en sus cabañas y controlar el acceso a los niños lo convirtió en un lugar ideal para probar una vacuna sin iniciar una epidemia de rubéola.  Cada uno de los padres de los niños dio su consentimiento para la participación en el ensayo.
En junio de 1969, el NIH emitió la primera licencia para la producción comercial de la vacuna contra la rubéola a la compañía farmacéutica Merck Sharp & Dohme.  Esta vacuna hizo uso de la cepa de rubéola HPV77 y se produjo en células de embrión de pato.  Esta versión de la vacuna contra la rubéola estuvo en uso solo unos pocos años antes de la introducción de la vacuna combinada contra el sarampión, las paperas y la rubéola (MMR) en 1971. 